# واندر وومن
واندر وومن (به انگلیسی: Wonder Woman) یک شخصیت خیالی ابرقهرمان در کتاب‌های کمیک آمریکایی منتشر شده توسط دی‌سی کامیکس است. این شخصیت توسط نویسنده و روان‌شناس ویلیام مولتن مارستون با همکاری همسرش الیزابت مارستون و طراحی هری جورج پیتر خلق و برای اولین بار در شمارهٔ ۸ از مجموعه آل استار کامیکس (دسامبر ۱۹۴۱) معرفی شد.
نام اصلی او در سرزمین اجدادیش پرنسس دایانا است که اصلیت او در اسطوره‌شناسی یونانی است و از نژاد زنان جنگجویی مشهور به آمازون‌ها می‌باشد که دایانا از بین جنگجوترین زنان این قبیله انتخاب می‌شود. واندر وومن به عنوان یک تصویر جنسیتی مترقی برای دختران، مورد تقدیر فمینیست‌ها قرار گرفت. او همچنین یکی از مؤسسین گروه لیگ عدالت و نیمه‌ایزد بانوان به‌شمار می‌رود.
داستان منشأ زندگی او بیان‌کننده این است که او توسط مادرش، ملکه هیپولیتا و از خاک رس پیکرتراشی شده است، و ایزدان یونانی به عنوان هدیه به او زندگی و قدرت‌های ابرانسانی بخشیدند. با این حال در سال‌های اخیر، زن شگفت‌انگیز به عنوان دختر زئوس در نظر گرفته می‌شود، که توسط مادرش هیپولیتا و خاله‌هایش آنتیوپ و ملانیپه بزرگ شده است.
در دنیای توسعه‌یافته دی‌سی هنرپیشه اسرائیلی گَل گَدوت نقش شخصیت زن شگفت‌انگیز را در فیلم بتمن در برابر سوپرمن: طلوع عدالت (۲۰۱۶) ایفا کرده است، و در اولین فیلم اختصاصی خود با نام زن شگفت‌انگیز بار دیگر به ایفای نقش این شخصیت پرداخت؛ که در ۲ ژوئن ۲۰۱۷ اکران شد. همچنین گل گدوت یک بار دیگر این نقش را در فیلم اکران شده زن شگفت‌انگیز ۱۹۸۴ (۲۰۲۰) ایفا کرد.
دی‌سی در سال ۲۰۱۶ در حساب توییتر خود تأیید کرد که دایانا یک فردی دوجنس‌گرا است، و از لحاظ عاشقانه، مجذوب شخصیت‌هایی همچون، سوپرمن، بتمن و استیو ترور شده است.

## مشخصات

### دایانا پرنس
هویت «دایانا پرنس» از سال ۱۹۴۱ و با انتشار کمیک‌های واندر وومن بخشی از تاریخچه او بوده است. در داستان‌های اوایل عصر طلایی این شخصیت، زن شگفت‌انگیز در جنگ جهانی دوم یک منشی نظامی بوده و «پرنس» فامیلی ساختگی او بوده است. بعدها او در قالب پرنس به مسئولیت‌های چون مترجمی در سازمان ملل، کاپیتان نیروی هوایی و سفیر پرداخت و در مجموعه‌های تلویزیونی دهه ۷۰، واندر وومن لیندا کارتر با عنوان پرنس در قالب مأمور فرماندهی دفاعی بین آژانسی فعالیت کرد. در دنیای توسعه‌یافته دی‌سی، پرنس نمایشگاه‌گردان بخش آثار باستانی در موزه لوور است و نمایشگاه گردان موزه آثار باستانی گاتهام سیتی ارزش زیادی برای او قائل است. طول عمر زیاد، دانش و بینش فوق‌العاده اش او را به عاقل‌ترین و هوشمندترین عضو لیگ عدالت از نظر هیجانی تبدیل کرده است.
در دوره مارستون، دایانا پرنس نام یک پرستار ارتش بود که واندر وومن با او ملاقات کرده بود. این پرستار می‌خواست نامزدش را ببیند که به آمریکای جنوبی منتقل شده بود ولی پول لازم را نداشت. از آنجا که زن شگفت‌انگیز به هویتی مخفی نیاز داشت تا دنبال استیو بگردد (او در همین بیمارستان ارتش بستری شده بود) و بخاطر شباهت میانشان، به این پرستار پول داد تا به دیدن نامزدش برود و در عوض، مدارکش را گرفت و خود را دایانا پرنس نامید. او شروع به کار در بیمارستان ارتش کرد و بعدها منشی نیروی هوایی شد.
هویت دایانا پرنس در مجموعه‌ای برجسته شد که در اوایل دهه ۱۹۷۰ منتشر شد. در این مجموعه واندر وومن تنها با این نام و بدون قدرت‌های خاص خود با جنایت می‌جنگید. برای تأمین مالی خود نیز یک بوتیک لباس داشت.
پس از رویدادهای بحران بی‌نهایت نیز عنوان دایانا پرنس نقش مهمی داشت. در سراسر جهان پخش شد که واندر وومن مرد شروری به نام مکسول لرد را کشته، چون او ذهن سوپرمن را کنترل می‌کرد تا بتمن را بکشد. وقتی واندر وومن با کمندش او را گرفت و پرسید چطور می‌تواند جلوی سوپرمن را بگیرد، مکسول گفت تنها راهش کشتن لرد است. دایانا نیز گردنش را خرد کرد. برای بهبودی از عذاب حاصل از کشتن انسان دیگری، واندر وومن یک سال خود را تبعید کرد. پس از بازگشت به زندگی عمومی، دایانا فهمید که بعنوان یک ابرقهرمان و سفیر معروف و تمام وقت، از انسانیت فاصله گرفته است. به همین دلیل، شخصیت دایانا پرنس را باز پس گرفت و مأمور بخش امور فراانسانی شد. بعدها در مبارزه‌ای با کیرکه جادوگر، طلسمی روی دایانا انجام شد. در نتیجه وقتی لباس واندر وومن را به تن نداشت، ناتوان بود.
برایان ازارلو، نویسنده مجموعه، در مصاحبه‌ای گفت در دنیای جدید ۵۲، هویت «دایانا پرنس» وجود ندارد. اما وقتی واندر وومن شروع به قرارگذاشتن با سوپرمن کرد، هربار با کلارک کنت بود از هویت شهری خود استفاده می‌کرد؛ مثل زمانی که در مهمانی خانه جدید لوئیس لین، خود را با نام «دایانا پرنس» معرفی کرد.
دنیای تجدید حیات دی‌سی چندان از هویت دایانا پرنس استفاده نکرده زیرا واندر وومن در دوران افت خود از نام دیانا اهل تمیسکیرا بهره می‌برد.

### شخصیت
پرنسس دایانا هم به عنوان زن شگفت‌انگیز و هم دایانا پرنس قابل احترام است. عنوان شاهزاده آمازون بیانگر شخصیت دیکوتومی اوست. او شخصیتی قدرتمند و با اراده راسخ دارد که در مبارزه یا چالش، عقب‌نشینی نمی‌کند. با این حال او دیپلماتی است که با نهایت توانش از قدرت قلم دفاع می‌کند و عاشق صلح است و هرگز به دنبال جنگ یا شدت بخشیدن به تعارضات نیست. او همزمان درنده‌ترین و یاری رسان‌ترین عضو لیگ عدالت است و ارتباطات سیاسی او بعنوان سفیر افتخاری سازمان ملل و سفیر یک ملت مبارز، او را به عضو ارزشمند گروه بدل کرده است. بخاطر توانایی‌های زیاد، قرن‌ها آموزش و تجربه مدیریت خطرات، از جنایات کوچک گرفته تا تهدیدهای جادویی یا فراطبیعی، دایانا تقریباً می‌توان با هر قهرمان یا شروری رقابت کند.
نویسندگان زیادی دایانا را با شخصیت‌ها و حالات متفاوتی به تصویر کشیده‌اند؛ از یک مبارز جهانی، یک سفیر شفیق و آرام تا زنی بومی و بیگناه. اما در قلب شخصیت تمام این‌ها، انسانیت او قرار دارد؛ باور شدید او به عشق، همدردی، دلسوزی و وجدانی قوی. این ویژگی باعث شد در مجموعه استار سفایر قرار بگیرد.
تصویرسازی‌های گیل سیمون از واندر وومن تحسین شده و منتقد کتاب‌های کمیک، دن فیلیپس از آی‌جی‌ان اظهار داشته که «او از دایانا شخصیت دلسوزی ساخته که راحت می‌توان با آن ارتباط برقرار کرد».
گل گدوت واندر وومن را شخصیتی «آرمان گرا، باتجربه و با اعتماد به نفس» می‌داند و می‌گوید: «واندر وومن حتی در میانه یک تعارض وحشیانه و خونین هم ذهنی صادق و روراست است و نقاط قوت زیادی دارد اما در نهایت، او زنی با هوش هیجانی بالاست.»
در عصر طلایی، واندر وومن طبق یک کد آمازونی به تمام کسانی که نیاز به یاری دارند (حتی زن ستیزان)، کمک می‌کند و هرگز انتظار پاداش ندارد. متقابلاً این شخصیت در نسخه مدرن، زمانی که چاره دیگری ندارد دست به اعمال مهلک و کشنده ای می‌زند و حتی مکسول لرد را برای نجات جان سوپرمن می‌کشد.
واندر وومن در نسخه نیو۵۲ زنی جوان تر، سرسخت تر، دوست داشتنی، مهاجم و با اراده است. برایان ازارلو در یک مصاحبه ویدیویی با دی‌سی کامیکس گفت می‌خواهند از او شخصیتی با «اعتماد به نفس بالا»، «تکانشی» و «خوش قلب» بسازند. او به این اشاره کرد که دلسوزی واندر وومن هم نقطه قوت و هم ضعف اوست.

### سایرین
دایانا پس از مرگ، توسط خدایان خود و بخاطر از خودگذشتگی‌هایش، الهه حقیقت لقب گرفت. در مدت کوتاهی که خدای المپ بود، مادرش ملکه هیپولیتا جایگزین او برای نقش واندر وومن شد. برخلاف دایانا، نقش هیپولیتا به عنوان واندر وومن تنبیهی بود که بخاطر خیانتش در مرگ آرتمیس و کشتن غیرعمد دختر خودش به او داده شد. اما هیپولیتا نهایتاً یادگرفت از آزادی و ماجراجویی این نقش لذت ببرد. اگرچه دایانا از کمند حقیقت به عنوان سلاح اصلی خود استفاده می‌کرد، هیپولیتا به سراغ یک شمشیر عریض رفت.
ملکه هیپولیتا، به عنوان واندر وومن در دهه ۱۹۴۰ و همراه با جی گریک درگیر مأموریت سفر در زمان شد. بعد از این مأموریت، او به انجمن عدالت آمریکا پیوست و هشت سال در این دوران ماند و با تد گرنت وارد رابطه شد. هم چنین هیپولیتا به گذشته رفت تا فرزندخوانده‌اش لیتا را ببیند. زمانی که هیپولیتا از گذشته برگشت، جای دایانا را در لیگ عدالت نیز گرفت.

## سفیر افتخاری سازمان ملل
واندر وومن در سال ۲۰۱۶ به عنوان سفیر افتخاری سازمان ملل انتخاب شد تا انتقال‌دهنده پیام‌های این سازمان دربارهٔ توانمندسازی زنان و خشونت جنسیتی باشد.
انتخاب این شخصیت، اعتراضات و انتقاداتی را برانگیخت. ظاهر «سکسی» این شخصیت یکی از عناصری بود که به باور منتقدان، او را به انتخابی نامناسب تبدیل کرده بود. شکواییه‌ای که علیه این انتخاب شکل گرفت، موفق به جمع‌آوری ۴۵هزار امضاء شد.
در دسامبر ۲۰۱۶ کمتر از دو ماه پس از انتصاب واندر وومن به عنوان سفیر افتخاری این سازمان، سخنگوی سازمان ملل گفت که کمپین خود با این ابرقهرمان کتاب‌های مصور را متوقف می‌کند. سازمان ملل توضیح نداد که به چه دلیلی پروژه‌اش با واندر وومن را خاتمه می‌دهد؛ اما به گزارش رویترز، جفری برز، سخنگوی این سازمان گفت کمپین‌هایی از این دست که از شخصیت‌های تخیلی استفاده می‌کنند، اغلب بیش از چند ماه ادامه نمی‌یابند.
دی‌سی انترتینمنت، ناشر کتاب‌های مصور دی‌سی کامیکس، گفت از اینکه واندر وومن نقشی در برجسته کردن پیام سازمان ملل داشته، خشنود است. دو کمپانی برادران وارنر و دی‌سی انترتینمنت، از کمپین یک ساله سازمان ملل و یونیسف برای ترویج برابری جنسیتی و توانمندسازی زنان، پشتیبانی می‌کنند.

## در جهان‌های دیگر

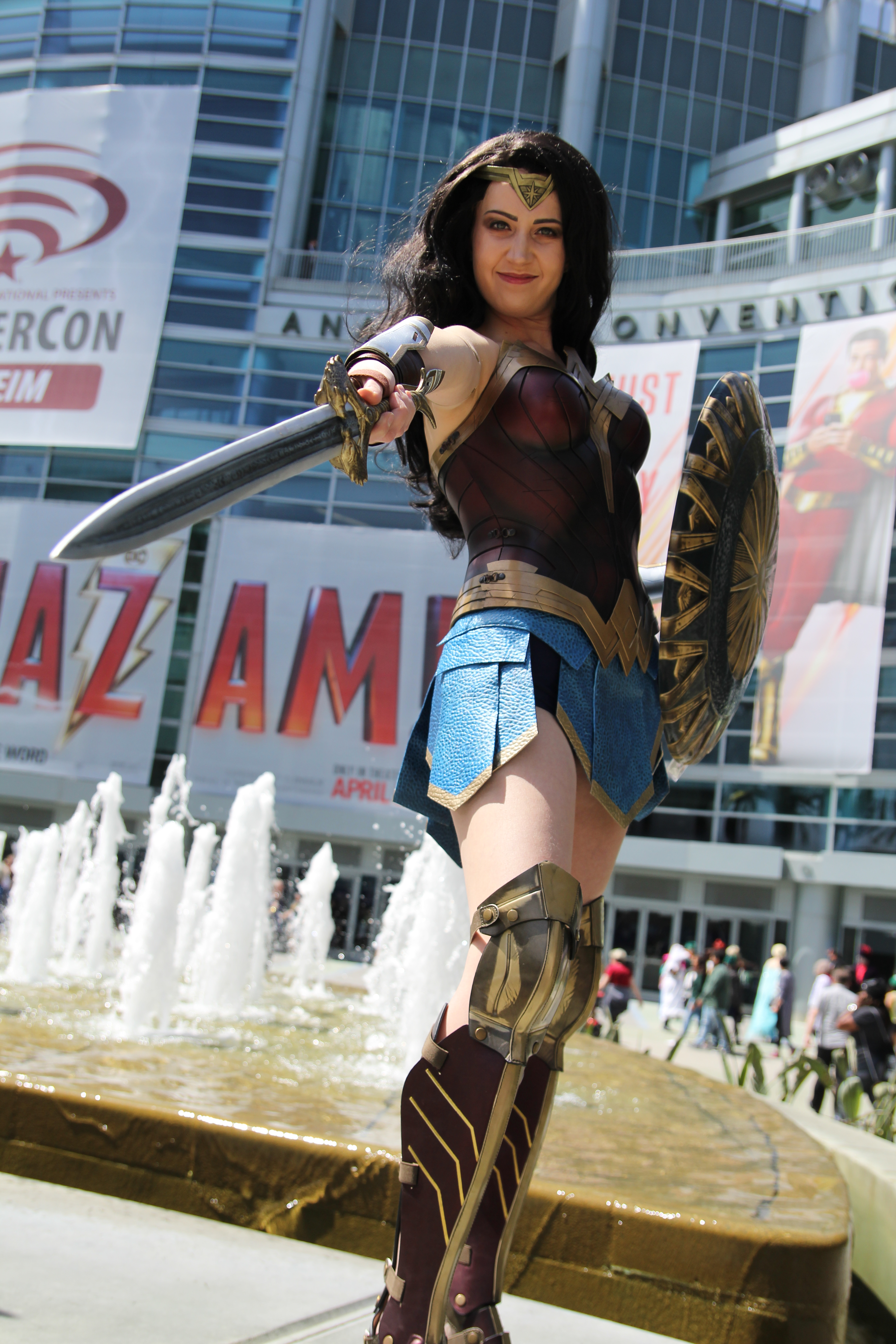
کازپلی واندر وومن

### واندر وومن زمین دو
دایانا، پرنسس آمازون‌های زمین دو، صدها سال قبل از اینکه به عنوان زن شگفت‌انگیز شناخته شود، در جزیره بهشت عرفانی به دنیا آمد. آمازون‌ها که از ظلم و فساد مردان جدا بودند، در صلح زندگی و کار می‌کردند و از خواست آفرودیت و آتنا اطاعت می‌کردند. هیپولیتا (ملکه آمازون‌ها) که در حسرت داشتن فرزندی از خود بود، از خدایان التماس کرد که درخواست او را برآورده کنند و مجسمه سفالی او را به یک دختر واقعی تبدیل کنند. آفرودیت در ابراز همدردی، تسلیم شد و مجسمه را متحرک ساخت. دختر از روی پایه به آغوش مادرش پرید. هیپولیتا او را به خاطر الهه ماه، دیانا (که مادرخوانده او شد) نامگذاری کرد.
هیپولیتا دخترش را به عنوان یک آمازون با امتیازات سلطنتی بزرگ کرد. دایانا به آرامی پیر شد و با رسیدن به بزرگسالی پیری را متوقف کرد (مانند همه آمازون‌ها). او در مهارت و هوش از بیشتر خواهران آمازون خود پیشی گرفت، در پنج سالگی سریعتر از آهو می‌دوید و در سه سالگی به راحتی درخت را از ریشه درمی‌آورد.
دایانا یک آمازونی راضی بود تا اینکه کاپیتان استیو ترور در جزیره بهشت فرود آمد. اگرچه او تا به حال مردی را ندیده بود، دایانا (با وجود جراحاتش) جذب او شد. دایانا با نقض قانون جزیره در مورد پذیرش افراد خارجی، ترور بیهوش را در تلاش برای نجات جانش به آمازون‌ها بازگرداند. هیپولیتا در پاسخ به التماس‌های او، از اشعه بنفش شفابخش ترور استفاده کرد و جان او را نجات داد.

## توانایی‌ها و قدرت‌ها
بلافاصله پس از اینکه از خاک رس پیکرتراشی شد، چندین ایزد المپ‌نشین ویژگی‌هایی را به دایانا اعطا کردند. قدرت ابرانسانی توسط دمتر، الههٔ حاصلخیزی، با الهام از روح زمین گایا به او بخشیده شد. او به معنای واقعی کلمه به دلیل پیوندش با زمین (به واسطه دمتر) یکی از قدرتمندترین ابرقهرمان‌ها در دنیای دی‌سی محسوب می‌شود. گفته شده او حتی از هرکول نیز قدرتمندتر است. دایانا حتی به قدرتمندی سوپرمن است، و از لحاظ فیزیکی قادر به غلبه بر بیشتر مخلوقات از جمله سوپرگرل است. واندر وومن قادر به زدن ۱۵٬۰۰۰ پوند پرس سینه، حتی قبل از بدست آوردن دست‌بندش بود، و بعدها در طی آزمون آمازون‌ها توانست تخته سنگی به وزن ۵۰٬۰۰۰ پوند را بالای سر خود ببرد. بر اساس قانون آفرودیت قدرت او از بین خواهد رفت، اگر او اجازه دهد دست‌بندش به دست مردی بسته شود.
قابلیت پرواز و سرعت ابرانسانی توسط هرمس، ایزد پیام‌رسان به او بخشیده شد. او بدین سبب قادر به تفکر، واکنش، و حرکت در کسری از ثانیه و سرعت ابرانسانی است. بر طبق گفتهٔ فلش، در حالت سرعت عادی (نه سرعت بالا)، واندر وومن به راحتی پا به پای او قادر به دویدن است. او همچنین از واکنش بسیار بالایی برخوردار است و قادر به عکس‌العمل در مقابل مجموعه‌ای از گلوله‌ها از چندین دشمن متفاوت در آن واحد است. بتمن در این زمینه اشاره کرد: واکنش‌های او نسبت به سوپرمن برتری دارد.
دایانا از مقاومت بالایی در برابر آسیب و حملات جادویی برخوردار است. اما این مقاومت در برابر آسیب به اندازهٔ شخصیت‌های ابرقدرتند دیگری که در بالا ذکر شد نیست. با این حال، به دلیل آموزش‌های گسترده برای تحمل درد و توانایی آمازون او در زمینه التیام یافتن سریع به شکلی ابرانسانی، دایانا را در سطحی دیگر قرار می‌دهد. توانایی زوددرمانی به او اجازهٔ التیام صدمات خفیف تا زخم‌های معمولی به شکلی حیرت‌آور می‌دهد. او دارای مصونیت باورنکردنی در مقابل سموم، زهرابه و همچنین بیماری‌ها است. دایانا در برابر گلوله، نیزه و شمشیر آسیب‌پذیر است. استقامت او هرگز به پای افرادی مانند ثور، سوپرمن، سنتری یا افراد نظیر آنها نبوده.
حواس ابرانسانی توسط آرتمیس، ایزدبانوی شکار به او بخشیده شد. او دارای بینایی، شنوایی، بویایی و حس لامسه ابرانسانی است. او همچنین دارای قابلیتی به نام «چشم شکارچیان» است که به او اجازه می‌دهد همیشه تیز خود را به هدف بزند. او قادر به دیدن فواصل بسیار دور نسبت به یک انسان معمولی است. پس از یک دورهٔ کوتاه نابینایی، آتنا بینایی‌اش را به قهرمان خود اعطا کرد، و نه تنها دایانا بینایی خود را بدست آورد، بلکه قدرت بینایی او از قبل نیز بهتر شد. او همچنین به واسطه آتنا، ایزدبانوی خرد، دارای توانایی همدلی و قادر به درک و احساسات دیگران است. او حتی توانایی برقراری ارتباط با اشکال مختلف حیوانات (شامل دایناسورها) را نیز دارد. او در زمان‌های نیاز، مستقیماً قادر به فرمان به حیوانات وحشی است.
دایانا بهترین جنگجویی به‌شمار می‌رود که در میان آمازون‌ها زاده شده است. او استاد هنرهای رزمی مسلح و غیر مسلح است، شامل هنرهای رزمی انحصاری آمازون‌ها، مهارت بالا تقریباً با تمام سلاح‌های سردی که تا کنون ساخته شده است (به ویژه کمان و زوبین). به گفتهٔ بتمن: واندر وومن بهترین مبارز تن‌به‌تن در جهان است. او از همان ابتدا مهارت بسیار بالایی در استفاده از دستبند آمازون‌ها برای جلوگیری از اصابت گلوله، و همچنین کمند طلایی خود داشت.
دایانا توانایی چندزبانگی دارد و به غیر از زبان مادری، مسلط به زبان‌های بسیاری شامل یونانی مدرن و باستان، انگلیسی، اسپانیایی، پرتغالی، فرانسوی، چینی ماندارین، روسی و هندی است؛ به علاوه از طریق کنترل بسیار دقیق عضلات، می‌تواند صدای افراد دیگر را (پشت تلفن) در مکالمات کوتاه تقلید کند. برای او تقلید صدای مردها دشوارتر از صدای زنان است.

## دیگر رسانه‌ها
- این شخصیت در تمام فصول سریال کارتونی اَبَر دوستان حضور داشته است.
- کتی لی کرازبی نقش این شخصیت را در فیلم واندر وومن (فیلم ۱۹۷۴) بازی کرد.
- لیندا کارتر این شخصیت را در واندر وومن (مجموعه تلویزیونی) به تصویر کشید.
- گل گدوت در چندین فیلم از جمله زن شگفت‌انگیز، زن شگفت‌انگیز ۱۹۸۴، بتمن در برابر سوپرمن: طلوع عدالت، لیگ عدالت، و لیگ عدالت زک اسنایدر به ایفای این نقش پرداخته است، و همچنین حضوری افتخاری در شزم! خشم خدایان و فلش دارد.